# Hans Morgenthau
Hans Joachim Morgenthau (Coburgo, 17 febbraio 1904 – New York, 19 luglio 1980) è stato un politologo e giurista tedesco-americano. Nelle relazioni internazionali, un sottocampo delle scienze politiche, è considerato il fondatore del realismo classico. Le idee di Morgenthau hanno influenzato numerosi altri scienziati politici, per esempio Kenneth Waltz e John Mearsheimer.

## Biografia
Nato in Germania nel 1904 in una famiglia ebraica, studia Giurisprudenza nelle Università di Monaco, Francoforte e Berlino. 
A causa delle leggi razziali, è costretto a emigrare prima in Svizzera, poi in Spagna; una volta scoppiata la guerra civile, trova asilo e fama negli Stati Uniti, divenendo uno dei maggiori teorici delle Relazioni internazionali. Tra le sue opere principali: Scientific Man Versus Power Politics (1946), In Defense of the National Interest (1951) e il celeberrimo Politics Among Nations (1948) che sarà un testo fondamentale della disciplina, con numerose riedizioni. Nell'introduzione a una di queste ultime egli descrive i famosi "sei princìpi" del realismo politico. 
È stato, inoltre, uno dei maggiori critici dell'intervento americano in Vietnam, che lui riteneva contrario all'interesse nazionale degli Stati Uniti. 
Muore negli Stati Uniti nel 1980.

## Pensiero
Morgenthau ha una visione pessimistica del mondo e della storia, individuando nella guerra (le sue cause, il suo scoppio, le sue conseguenze) il motore primario delle relazioni tra gli Stati. Gli Stati sono quindi il livello di analisi di Morgenthau, e in definitiva il suo statocentrismo lo porta a un forte determinismo. 
Ma la causa originale di tutto - la radice delle azioni degli Stati, così come della visione pessimistica di Morgenthau - è l'uomo. In questo senso, la visione di Morgenthau risente anche dell'influenza di Reinhold Niebuhr.

### I sei princìpi del realismo politico per Morgenthau
1) La politica è governata da leggi oggettive, che derivano dall'immutabile natura umana.
2) Il concetto di interesse, definito in termini di potere, permette una comprensione razionale della politica (sulla quale agiscono comunque anche elementi irrazionali). 
3) L'interesse definito in termini di potere varia nel tempo, in quanto dipende dalle circostanze concrete di tempo e di luogo.
4) I principi morali non possono essere applicati astrattamente alle relazioni fra gli Stati, ma devono essere filtrati dalle circostanze concrete di tempo e di luogo. Un governo non può concedersi di disapprovare o evitare la violazione di qualche principio morale astratto, se una simile concessione gli impedisce di compiere una scelta politica di successo, ispirata dal supremo principio morale della sopravvivenza nazionale. La morale politica, insomma, giudica come giusto o sbagliato un corso d'azione in base alle specifiche conseguenze politiche di quest'ultimo (e non ad astratte considerazioni etiche); per questo, la prudenza è la massima virtù politica.
5) Le aspirazioni morali di uno Stato (ad esempio combattere una guerra giusta, ambire alla pace fra le nazioni) non possono essere identificate con il bene universale, ma solo con il perseguimento dell'interesse di quello stesso Stato, definito in termini di potere.
6) Pur reputando l'uomo un essere pluralista (che ad esempio agisce, anche contemporaneamente, nella sfera economica, sociale, psicologica, ecc.), il realismo politico considera la sfera politica come la principale tra le molteplici sfere di interesse umano, e la distingue in special modo da quella morale per riuscire a studiare in termini oggettivi, scientifici la politica.

## La ricezione in Italia
Nel 2009 alcuni rilevanti scritti inediti sono stati pubblicati in prima mondiale ne "Il concetto del politico. Contra Schmitt” (Rubbettino), con saggi di Alessandro Campi e Luigi Cimmino (traduzione dal tedesco di Luigi Cimmino). Il volume è stato discusso nel settembre dello stesso anno in un simposio accademico nell'ambito del convegno annuale della Società Italiana di Scienza Politica. La Rivista di Politica ha dedicato un numero monografico (n. 3/2010) a Morgenthau.

## Opere principali
- Scientific Man versus Power Politics (1946) Chicago. University of Chicago Press. ISBN 0-226-53826-5 - traduzione italiana: L'uomo scientifico versus la politica di potenza (2005) Roma, Ideazione, introduzione di Alessandro Campi e postfazione di Lorenzo Zambernardi.
- Politics Among Nations. The Struggle for Power and Peace (1948) New York, Alfred A. Knopf. ISBN 0-07-043306-2 - traduzione italiana: Politica tra le nazioni. La lotta per il potere e la pace (1997) Bologna, Il Mulino, introduzione di Luigi Bonanate. ISBN 88-15-06066-9
- In Defense of the National Interest (1951) New York, Alfred A. Knopf. ISBN 0-8191-2846-5
- The Purpose of American Politics (1960) New York, Alfred A. Knopf. ISBN 0-8191-2847-3
- Crossroad Papers: A Look Into the American Future (ed.) (1965) New York, Norton.
- Truth and Power: Essays of a Decade, 1960-70 (1970) New York, Praeger.

## Opere su Morgenthau
- Frei, Christoph. Hans J. Morgenthau: An Intellectual Biography. Baton Rouge: Louisiana State University Press, 2001.
- Russell, Greg. Hans J. Morgenthau and the Ethics of American Statecraft. Baton Rouge: Louisiana State University Press, 1990.
- Scheuerman, William E. Morgenthau. Cambridge: Polity, 2009.
- Williams, Michael C., ed. Realism Reconsidered: The Legacy of Hans Morgenthau in International Relations. Oxford: Oxford University Press, 2007.
- Zambernardi, Lorenzo. I limiti della potenza. Etica e politica nella teoria internazionale di Hans J. Morgenthau, Il Mulino, 2010.